# 163-й гвардейский истребительный авиационный полк
163-й гвардейский истребительный авиационный Феодосийский Краснознамённый ордена Суворова полк (163-й гв. иап) — воинская часть Военно-Воздушных сил (ВВС) Вооружённых Сил РККА, принимавшая участие в боевых действиях Великой Отечественной войны.

## Наименования полка
- 249-й истребительный авиационный полк;
- 249-й истребительный авиационный полк ПВО;
- 163-й гвардейский истребительный авиационный полк;
- 163-й гвардейский истребительный авиационный Феодосийский полк;
- 163-й гвардейский истребительный авиационный Феодосийский Краснознамённый полк;
- 163-й гвардейский истребительный авиационный Феодосийский Краснознамённый ордена Суворова полк;
- Полевая почта 26244.

## Создание полка
163-й гвардейский истребительный авиационный полк образован 14 апреля 1944 года путём преобразования из 249-го истребительного авиационного полка в гвардейский за образцовое выполнение боевых задач и проявленные при этом мужество и героизм на основании Приказа НКО СССР.

## Расформирование полка
163-й гвардейский истребительный авиационный Феодосийский Краснознамённый ордена Суворова полк расформирован в марте 1961 года вместе с 229-й истребительной авиационной дивизией. Все регалии переданы 81-му гвардейскому Феодосийскому Краснознамённому ордена Суворова ракетному полку.

## В действующей армии
В составе действующей армии:
- с 14 апреля 1944 года по 9 мая 1945 года

## Командиры полка
- майор Халутин Александр Иванович[3], 22.06.1941 — 31.07.1942
- капитан, майор, подполковник Козаченко Пётр Константинович (погиб)[3], 31.07.1942 — 18.03.1945
- майор Харламов Семён Ильич[3], 01.04.1945 — 31.12.1945

## В составе соединений и объединений
| Период        | Фронт (округ)             | армия                | дивизия (корпус)                         | примечание                         |
| ------------- | ------------------------- | -------------------- | ---------------------------------------- | ---------------------------------- |
| 20.11.1943 г. | Приморская армия          | 4-я воздушная армия  | 229-я истребительная авиационная дивизия | ЛаГГ-3                             |
| 14.04.1944 г. | Приморская армия          | 4-я воздушная армия  | 229-я истребительная авиационная дивизия | переименован в гвардейский, ЛаГГ-3 |
| 18.04.1944 г. | 4-й Украинский фронт      | 4-я воздушная армия  | 229-я истребительная авиационная дивизия | ЛаГГ-3                             |
| 15.05.1944 г. | 4-й Украинский фронт      | 4-я воздушная армия  | 229-я истребительная авиационная дивизия | Ла-5                               |
| 20.06.1944 г. | 2-й Белорусский фронт     | 4-я воздушная армия  | 229-я истребительная авиационная дивизия | Ла-5                               |
| 14.11.1944 г. | 2-й Белорусский фронт     | 4-я воздушная армия  | 229-я истребительная авиационная дивизия | Тарново-Госки, Польша, Ла-7        |
| 09.05.1945 г. | 2-й Белорусский фронт     | 4-я воздушная армия  | 229-я истребительная авиационная дивизия | Ла-5                               |
| 29.05.1945 г. | Северная группа войск     | 4-я воздушная армия  | 229-я истребительная авиационная дивизия | Ла-5                               |
| 20.02.1949 г. | Северная группа войск     | 37-я воздушная армия | 229-я истребительная авиационная дивизия | Ла-7                               |
| 20.02.1949 г. | Северная группа войск     | 37-я воздушная армия | 229-я истребительная авиационная дивизия | Ла-7                               |
| 01.10.1952 г. | Белорусский военный округ | 26-я воздушная армия | 229-я истребительная авиационная дивизия | МиГ-15                             |
| 01.05.1961 г. | Белорусский военный округ | 26-я воздушная армия | 229-я истребительная авиационная дивизия | МиГ-17, полк расформирован         |

## Участие в сражениях и битвах
- Белостокская операция — с 5 июля 1944 года по 27 июля 1944 года.
- Восточно-Прусская операция — с 13 января 1945 года по 25 апреля 1945 года.
- Млавско-Эльбингская операция — с 14 января 1945 года по 26 января 1945 года

## Почётные наименования
163-му гвардейскому истребительному авиационному полку 24 апреля 1944 года за отличие в боях с немецкими захватчиками за освобождение города Феодосия присвоено почётное наименование «Феодосийский» приказом ВГК присвоено почётное наименование «Феодосийский».

## Награды
- 163-й гвардейский Феодосийский истребительный авиационный полк 24 мая 1944 года за образцовое выполнение заданий командования в боях за освобождение города Севастополь и проявленные при этом геройство, доблесть и мужество Указом Президиума Верховного Совета СССР[5] награждён орденом Красного Знамени.
- 163-й гвардейский истребительный авиационный Феодосийский Краснознамённый полк 10 июля 1944 года за образцовое выполнение заданий командования в боях при форсировании рек Проня и Днепр, прорыв сильно укреплённой обороны немцев, а также за овладение городами Могилёв, Шклов и Быхов и проявленные при этом доблесть и мужество Указом Президиума Верховного Совета СССР награждён орденом Суворова III степени[6].

## Благодарности Верховного Главнокомандования
Полку за проявленные образцы мужества и героизма Верховным Главнокомандующим в составе дивизии объявлены благодарности:
- За отличие в боях при овладении штурмом крепостью и важнейшей военно-морской базой на Чёрном море городом Севастополь[7].
- За отличие в боях при овладении штурмом овладели крупным областным центром Белоруссии городом Могилёв — оперативно важным узлом обороны немцев на минском направлении, а также овладении с боями городов Шклов и Быхов[8].
- За отличие в боях при овладении городом и крупным железнодорожным узлом Волковыск — важным опорным пунктом обороны немцев, прикрывающим пути на Белосток[9].
- За отличие в боях при овладении городом и крупным промышленным центром Белосток — важным железнодорожным узлом и мощным укрепленным районом обороны немцев, прикрывающим пути к Варшаве[10].
- За овладение штурмом городом и крепостью Осовец — мощным укрепленным районом обороны немцев на [c.212] реке Бобр, прикрывающим подступы к границам Восточной Пруссия[11].
- За отличие в боях при овладении городом и крепостью Ломжа — важным опорным пунктом обороны немцев на реке Нарев[12].
- За отличие в боях при овладении городом Пшасныш (Прасныш), городом и крепостью Модлин (Новогеоргиевск) — важными узлами коммуникаций и опорными пунктами обороны немцев, а также при занятии с боями более 1000 других населенных пунктов[13].
- За отличие в боях при овладении городами Млава и Дзялдов (Зольдау) — важными узлами коммуникаций и опорными пунктами обороны немцев на подступах к южной границе Восточной Пруссии и городом Плоньск — крупным узлом коммуникаций и опорным пунктом обороны немцев на правом берегу Вислы[14].
- За отличие в боях при овладении городом Алленштайн — важным узлом железных и шоссейных дорог я сильно укрепленным опорным пунктом немцев, прикрывающим с юга центральные районы Восточной Пруссии[15].
- За отличие в боях при овладении городом и крепостью Грудзёндз (Грауденц) — мощным узлом обороны немцев на нижнем течении реки Висла[16].
- За отличие в боях при овладении городами Гнев (Меве) и Старогард (Прейсиш Старгард) — важными опорными пунктами обороны немцев на подступах к Данцигу[17].
- За отличие в боях при овладении важными опорными пунктами обороны немцев на подступах к Данцигу и Гдыне — городами Тчев (Диршау), Вейхерово (Нойштадт) и выходе на побережье Данцигской бухты севернее Гдыни, занятии города Пуцк (Путциг)[18].
- За отличие в боях при овладении городом и крепостью Гданьск (Данциг) — важнейшим портом и первоклассной военно-морской базой немцев на Балтийском море[19].
- За отличие в боях при овладении главным городом Померании и крупным морским портом Штеттин, а также занятии городов Гартц, Пенкун, Казеков, Шведт[20].
- За отличие в боях при овладении городами Пренцлау и Ангермюнде — важными опорными пунктами обороны немцев в Западной Померании[21].
- За отличие в боях при овладении городами Эггезин, Торгелов, Пазевальк, Штрасбург, Темплин- важными опорными пунктами обороны немцев в Западной Померании[22].
- За отличие в боях при овладении городами Грайфсвальд, Трептов, Нойштрелитц, Фюрстенберг, Гранзее — важными узлами дорог в северо-западной части Померании и в Мекленбурге[23].
- За отличие в боях при овладении городами Штральзунд, Гриммен, Деммин, Мальхин, Варен, Везенберг — важными узлами дорог и сильными опорными пунктами обороны немцев[24].
- За отличие в боях при овладении городами Барт, Бад-Доберан, Нойбуков, Барин, Виттенберге и соединении 3 мая с союзными английскими войсками на линии Висмар, Виттенберге[25].
- За отличие в боях при овладении портом и военно-морской базой Свинемюнде — крупным портом и военно-морской базой немцев на Балтийском море[26].
- За отличие в боях при форсировании пролива Штральзундерфарвассер и овладении островом Рюген[27].

## Отличившиеся воины полка
- Андреев Александр Петрович, лейтенант, лётчик 163-го гвардейского истребительного авиационного полка 229-й истребительной авиационной дивизии 4-й воздушной армии, Указом Президента Российской Федерации № 477 от 8 мая 1995 года удостоен звания Герой России. Золотая Звезда № 151.
- Бабайлов Павел Константинович, капитан, командир эскадрильи 163-го гвардейского истребительного авиационного полка 229-й истребительной авиационной дивизии 4-й воздушной армии 23 февраля 1945 года удостоен звания Герой Советского Союза. Посмертно.
- Батырев Пётр Михайлович, капитан, помощник по Воздушно-Стрелковой Службе командира 163-го гвардейского истребительного авиационного полка 229-й истребительной авиационной дивизии 4-й воздушной армии 23 февраля 1945 года удостоен звания Герой Советского Союза. Посмертно.
- Козаченко Пётр Константинович, майор, командир 249-го истребительного авиационного полка 217-й истребительной авиационной дивизии 4-й воздушной армии 1 мая 1943 года Указом Верховного Совета СССР удостоен звания Герой Советского Союза. Золотая Звезда № 999.
- Крючков Василий Егорович, капитан, командир эскадрильи 163-го гвардейского истребительного авиационного полка 229-й истребительной авиационной дивизии 4-й воздушной армии 15 мая 1946 года удостоен звания Герой Советского Союза. Золотая Звезда № 9008.
- Кулагин Андрей Михайлович, старший лейтенант, заместитель командира эскадрильи 249-го истребительного авиационного полка 229-й истребительной авиационной дивизии 4-й воздушной армии 1 июля 1944 года удостоен звания Герой Советского Союза. Золотая Звезда № 3857.
- Локтионов Андрей Фёдорович, капитан, командир эскадрильи 249-го истребительного авиационного полка 44-й истребительной авиационной дивизии Военно-Воздушных Сил 6-й армии Южного фронта 20 ноября 1941 года удостоен звания Герой Советского Союза. Золотая Звезда № 688.
- Михайлов Владимир Александрович, старший лейтенант, командир звена 163-го гвардейского истребительного авиационного полка 229-й истребительной авиационной дивизии 4-й воздушной армии 15 мая 1946 года удостоен звания Герой Советского Союза. Посмертно.
- Онопченко Николай Маркович, старший лейтенант, командир эскадрильи 163-го гвардейского истребительного авиационного полка 229-й истребительной авиационной дивизии 4-й воздушной армии 15 мая 1946 года удостоен звания Герой Советского Союза. Золотая Звезда № 9010.
- Семенюк Иван Иванович, командир звена 249-го истребительного авиационного полка, Указом Президиума Верховного Совета СССР 1 июля 1944 года удостоен звания Герой Советского Союза будучи командиром эскадрильи 40-го гвардейского истребительного авиационного полка 8-й гвардейской истребительной авиационной дивизии 5-го истребительного авиационного корпуса 2-й воздушной армии. Золотая Звезда № 2381.
- Харламов Семён Ильич, старший лейтенант, командир эскадрильи 163-го гвардейского истребительного авиационного полка 229-й истребительной авиационной дивизии 4-й воздушной армии 23 февраля 1945 года удостоен звания Герой Советского Союза. Золотая Звезда № 5407.
- Шевелёв Сергей Николаевич, капитан, штурман 249-го истребительного авиационного полка 217-й истребительной авиационной дивизии 4-й воздушной армии 1 мая 1943 года Указом Верховного Совета СССР удостоен звания Герой Советского Союза. Золотая Звезда № 1006.

## Статистика боевых действий
Всего за годы Великой Отечественной войны полком:
| Выполнено боевых вылетов | Сбито самолётов в воздухе | Уничтожено самолётов всего |
| ------------------------ | ------------------------- | -------------------------- |
| 21026                    | 282                       | 287                        |

Свои потери:
| Потеряно самолётов, всего | Погибло лётчиков всего | Погибло лётчиков в воздушных боях | Не вернулись с боевого задания | Погибло при налётах и прочие небоевые потери | Погибло в авиакатастрофах и умерло от ран |
| ------------------------- | ---------------------- | --------------------------------- | ------------------------------ | -------------------------------------------- | ----------------------------------------- |
| 188                       | 79                     | 36                                | 33                             | 0                                            | 10                                        |

## Базирование полка
| Период                  | Аэродром                   |
| ----------------------- | -------------------------- |
| 04.1945 — 20.08.1945    | Пазевальк, Германия        |
| 20.08.1945 — 14.05.1948 | Мальборк, Польша           |
| 14.5.1948 — 10.1952     | Олава, Польша              |
| 02.1952 — 01.04.1961    | Пружаны, Брестская область |

## Самолёты на вооружении
| Период      | Самолёты |
| ----------- | -------- |
| 1941 — 1941 | И-153.   |
| 1941 — 1941 | И-16     |
| 1941 — 1941 | И-15бис  |
| 1941 — 1943 | ЛаГГ-3   |
| 1942 — 1944 | Як-1     |
| 1944 — 1945 | Ла-5     |
| 1944 — 1950 | Ла-7     |
| 1950 — 1954 | МиГ-15   |
| 1954 — 1961 | МиГ-17   |